# Épineau-les-Voves
Épineau-les-Voves é uma comuna francesa na região administrativa de Borgonha-Franco-Condado, no departamento de Yonne. Estende-se por uma área de 7,09 km². Em 2010 a comuna tinha 757 habitantes (densidade: 106,8 hab./km²).